# Católico não praticante
Católico não praticante é um termo informal utilizado para definir os indivíduos que, apesar de serem batizados e se autodeclararem católicos, não praticam a religião em sua plenitude conforme estabelecida pela Igreja Católica. Tal termo não indica um grupo oficialmente estabelecido na Igreja Católica. Trata-se de uma categoria êmica de identificação.

## Definição
De acordo com a crença católica, se alguém é batizado na Igreja Católica, será católico para sempre. O batismo sela "o cristão com a indelével marca espiritual de sua posse a Cristo. Nenhum pecado pode apagar esta marca, mesmo se o pecado impede o batizado de ter os frutos da salvação". Se um católico abandona sua fé, não precisa se "reconverter", mas geralmente passa pelo Rito de Iniciação Cristã para Adultos (RICA) para refrescar sua educação na fé católica.
A terminologia preferida por alguns setores da Igreja Católica é "católico não praticante" ao invés de "ex-católico", especialmente nos casos em que a pessoa parou de professar a fé mas não adotou uma nova religião. Algumas dessas pessoas ainda se identificam como católicos. A pessoa que rejeita inteiramente a fé católica será considerada uma apostata pela Igreja Católica. Da mesma forma, um católico que rejeita grande parte da religião é um herege e um católico que recusa a reconhecer o Papa é um cismático.
Para tornar-se oficialmente um ex-católico precisa requerer formalmente a uma autoridade competente que julgará o caso e marcará em certidão como ex-católico.
Em oposição ao termo, existe a expressão católico praticante. Essas definições estão sujeitas a certa dose de subjetividade, pois não existe um critério claro ou consensual para separar os católicos entre "praticantes" e "não praticantes".

## Não prática
Atualmente, muitos indivíduos se declaram adeptos da religião católica e frequentam cerimônias como casamentos e batizados, mas não tomam parte regularmente de ritos como a confissão, a missa obrigatória aos domingos e raramente recebem algum dos sacramentos. Esses católicos muitas vezes discordam dos dogmas da Igreja, que começaram a ser questionados principalmente a partir da década de 1960. O fato que melhor representa a perda de influência da Igreja Católica sobre seus seguidores foi a legalização do aborto através de um plebiscito na Itália (país onde 90% de sua população se identifica como sendo católica e onde se localiza o Vaticano) em 1978.

## No Brasil
Durante o século XX, foi perceptível uma diminuição do interesse popular às formas tradicionais de religiosidade. Embora grande maioria da população brasileira se declare católica, estima-se que apenas 15% a 20% deles compareçam às igrejas regularmente e participem dos sacramentos. No censo realizado pelo Instituto Brasileiro de Geografia e Estatística em 2000, 73,6% da população brasileira declarou-se católica, mas 40% dos que responderam ser católicos afirmavam ser "não praticantes".